# Meentweg 45
De Meentweg 45 is een rijksmonument aan de Meentweg in Eemnes in de provincie Utrecht.
In 1702 werd over deze langhuisboerderij geschreven dat er waterschade was na een overstroming. De top van de gevel is vernieuwd met IJsselsteentjes. De deels bepleisterde achtergevel is opgetrokken uit Waalsteen. Links bevindt zich een klein kloostervenster, rechts is een opkamervenster met een kelderlicht. De inwendige houtconstructie is verstevigd met muurankers. Van 1884 tot 1972 werd de boerderij bewoond door de familie Rozenberg.